# Disraeli (film, 1929)
Pour l’article homonyme, voir Disraeli.
Pour plus de détails, voir Fiche technique et Distribution.

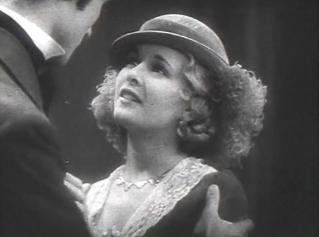
Joan Bennett

Disraeli est un film américain réalisé par Alfred E. Green, sorti en 1929.

## Synopsis
Biographie de l'ancien premier ministre de Grande-Bretagne Benjamin Disraeli.

## Fiche technique
- Titre : Disraeli
- Réalisation : Alfred E. Green
- Scénario : Julien Josephson d'après une pièce de Louis N. Parker (non crédité)
- Costumes : Earl Luick (non crédité)
- Photographie : Lee Garmes
- Montage : Owen Marks (non crédité)
- Musique : David Mendoza (non crédité)
- Société de production : Warner Bros. Pictures et The Vitaphone Corporation
- Pays de production : États-Unis
- Format : Noir et blanc - 35 mm - 1,37:1 - Son : Mono (Western Electric Apparatus)
- Genre : Film historique
- Durée : 90 minutes
- Dates de sortie :
  - États-Unis : 2 octobre 1929 (New York)
  - États-Unis : 1er novembre 1929 (sortie nationale)
  - France : 29 mai 1931

## Distribution
- George Arliss : Benjamin Disraeli

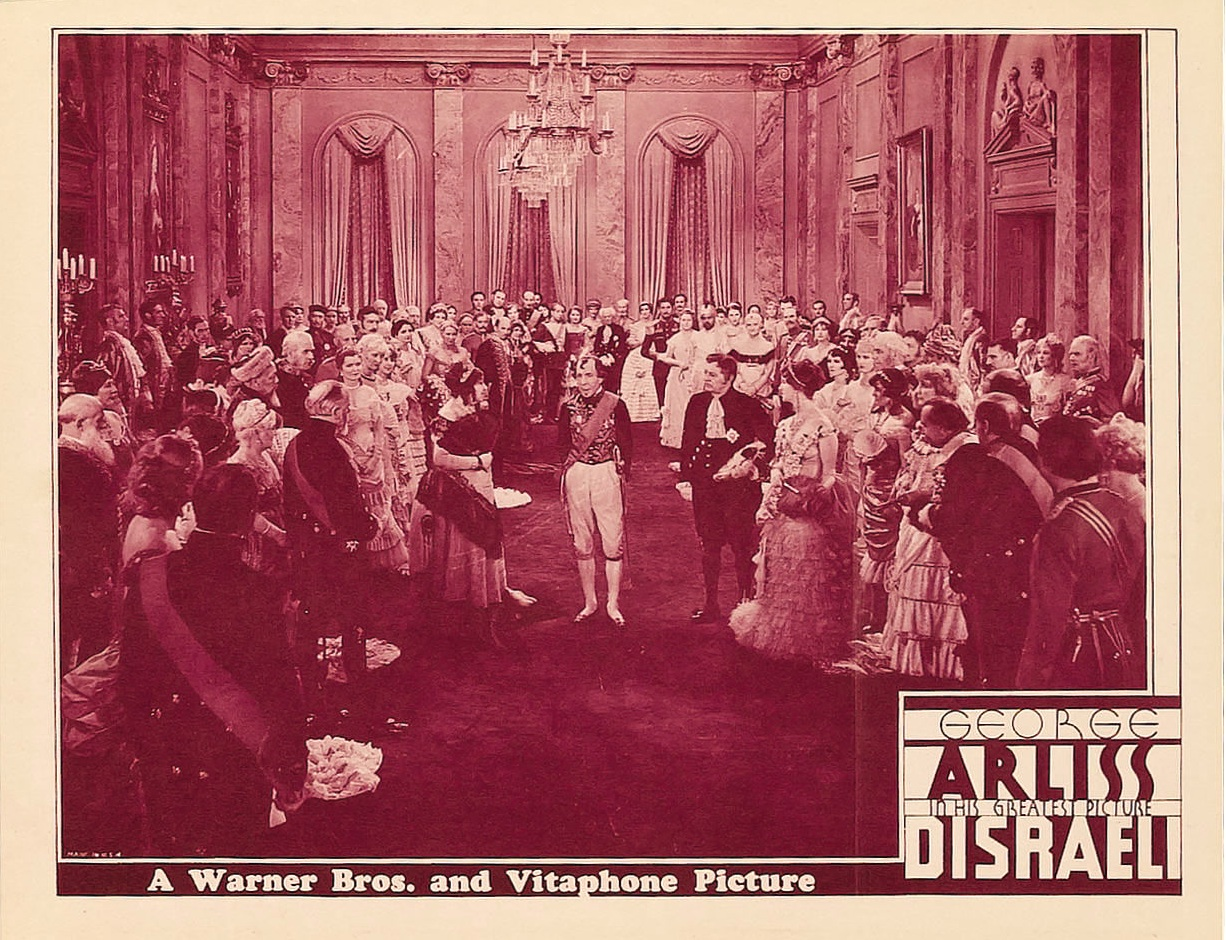
George Arliss dans une scène du film

- Joan Bennett : Lady Clarissa Pevensey
- Florence Arliss : Lady Mary Beaconsfield
- Anthony Bushell : Lord Charles Deeford
- David Torrence : Lord Michael Probert
- Ivan F. Simpson : Sir Hugh Myers
- Doris Lloyd : Mme Agatha Travers
- Gwendolyn Logan : Duchesse de Glastonbury
- Charles E. Evans : Mr. Potter
- Cosmo Kyrle Bellew : Mr. Terle
- Jack Deery : Bascot
- Michael Visaroff : Comte Borsinov
- Norman Cannon : Mr. Foljambe, secrétaire de Disraeli
- Henry Carvill : Duc de Glastonbury
- Shayle Gardner : Dr. Williams
- Margaret Mann : reine Victoria

## Distinctions
- National Board of Review: Top Ten Films 1929
- Oscar du meilleur acteur pour George Arliss.